# Висећи вртови из Вавилона
Висећи вртови из Вавилона (такође означавани и као "Семирамидини висећи вртови“), су једно од седам светских чуда. На основу митова били су изграђени за краљицу Семирамиду, која је пореклом из зелене Медије и због тога је краљ Навукодоносор II наредио око 600. п. н. е. да се изграде висећи вртови на терасама палате да би је орасположио. О њиховој егзистенцији не постоје веродостојни докази. Висеће вртове су описивали углавном старогрчки историчари Страбон и Диодор Сицилијски.
Археолог Роберт Колдевеј ископавао је у Вавилону остатке камене грађевине која је много пута поистовећивана са висећим вртовима. Остаци висећих вртова у Вавилону налазе се на источној обали реке Еуфрат, на око 90 km јужно од Багдада, у Ираку. Историја сведочи да је вавилонско царство цветало у време владавине чувеног краља Хамурабија (1792-1.750. године п. н. е.) Ипак, сматра се да су легендарни висећи вртови изграђени за време владавине његовог потомка Навукодоносора II (604-562. п. н. е.) и то по жељи његове супруге Семирамиде која је била „доведена из Медије и нарочито волела планински пејзаж".
Детаљни описи висећих вртова пронађени су у делима грчких вавилонског астронома Бероса и грчког историчара Диодора са Сицилије. У таблицама из времена Навукодоносора, међутим, ни на једном месту се не помиње постојање висећих вртова, иако се могу наћи описи његове палате и самог града Вавилона. Све до 20. века многе мистерије везане за висеће вртове нису биле откривене - чак се и данас археолози боре да прикупе довољно доказа пре него изведу коначне закључке о тачној локацији вртова, њиховом систему наводњавања и њиховом стварном изгледу. Неки новији подаци указују чак и да је вртове саградио други владар - Сенахериб и то не у Вавилону него у Ниниви.
Не постоје сачувани вавилонски текстови који помињу вртове, и у Вавилону нису пронађени ни дефинитивни археолошки докази. Предложене су три теорије да се ово објасни: прво, да су они били чисто митски, а описи пронађени у древним грчким и римским списима (укључујући оне Страбона, Диодора Сицилијанског и Квинта Курција Руфа) представљали су романтични идеал источног врта; друго, да су постојали у Вавилону, али су уништени негде око првог века; и треће, да се легенда односи на добро документовану башту коју је асирски краљ Сенахериб (704–681. п. н. е.) саградио у свом главном граду Ниниви на реци Тигар, у близини модерног града Мосула.
Детаљне описе вртова износе и познати старогрчки писци тог доба - Страбон и Филон византијски. Ево извода из њихових дела: „Вртови су облика квадрата странице дужине око четири плетре (стара мера за дужину, прим. прев.) Сачињавају их лучни сводови који се уздижу над поплочаним основама, а терасе су изграђене степенасто, једна над другом под различитим угловима..."; „У вртовима се узгајају егзотичне биљке посађене на саме терасе, подупрте каменим стубовима... Потоци воде теку с висина и спуштају се у слаповима до тла... Они наводњавају све вртове, натапајући корење биљака и чинећи цео предео влажним и спарним. Тако је трава стално зелена, а дрвеће буја... Ово уметничко дело краљевског луксуза одаје утисак природности, јер се утицај човека у одржавању ових вртова никада не види." Новијим археолошким истраживањима древног града Вавилона у Ираку откривени су темељи краљевске палате, остаци лучних сводова и одличан систем наводњавања у јужном делу палате, као и масивни зидови дебљине 25 m за које се претпоставља да су остаци самих тераса.

## Историјско постојање
Нејасно је да ли су Висећи вртови били стварна грађевина или поетска творевина, због недостатка документације у тадашњим вавилонским изворима. Такође се не помиње Навуходоносорова жена Амјитис (или било која друга жена), иако политички брак са Миђанком или Персијанком не би био необичан. Постоје многи записи о Навуходоносоровим делима, али његови дуги и потпуни натписи не помињу ниједан врт. Међутим, речено је да су вртови још увек постојали у време када су их каснији писци описали, а сматра се да неки од ових извештаја потичу од људи који су посетили Вавилон. Херодот, који описује Вавилон у својим Историјама, не помиње Висеће баште, иако је могуће да баште Грцима још нису биле добро познате у време његове посете.
До данас, у Вавилону нису пронађени археолошки докази за Висеће баште. Могуће је да испод Еуфрата постоје докази који се тренутно не могу безбедно ископати. Река је текла источно од свог садашњег положаја за време Набукодоносора II, а мало се зна о западном делу Вавилона. Ролингер је сугерисао да је Берос приписао вртове Набукодоносору из политичких разлога, и да је легенду преузео однекуд.